# 西維多利亞

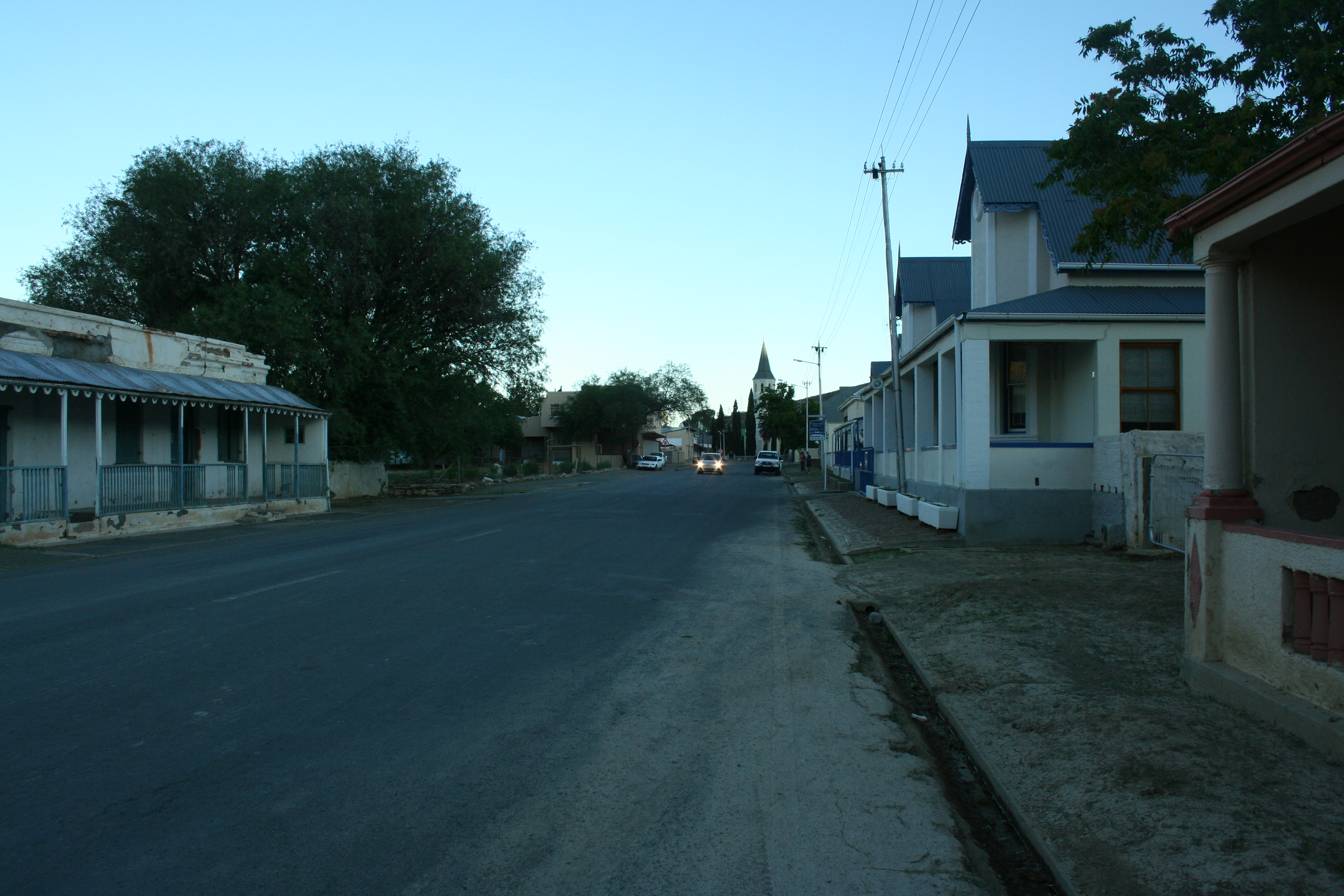
西維多利亞

西維多利亞是南非的城鎮，位於該國中南部，由北開普省負責管轄，始建於1844年，面積20.31平方公里，海拔高度1,300米，2001年人口4,372，人口密度每平方公里220人。